# Stenendijk

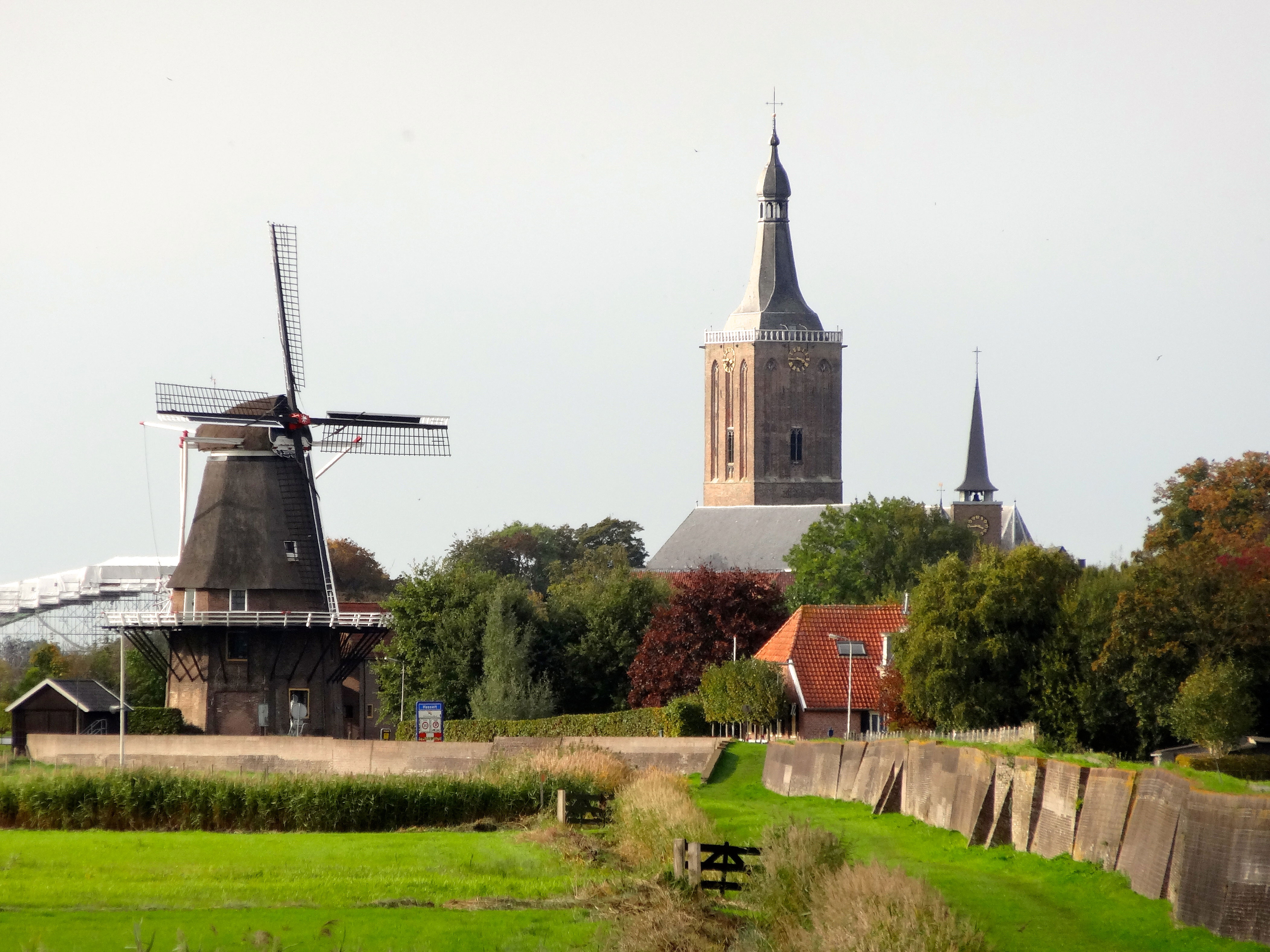
De Stenendijk met zicht op Hasselt

De Stenendijk (ook Steenendijk) is een monumentale dijk ten zuidoosten van de Overijsselse plaats Hasselt.
De Stenendijk loopt ten zuidoosten van Hasselt langs het Galgenrak, een zijstroom van Zwarte Water, tot het gemaal Streukelerzijl. De totale lengte bedraagt ruim 1 kilometer. De Stenendijk was oorspronkelijk bedoeld om het achterland te beschermen tegen het water van de voormalige Zuiderzee, dat via het Zwarte Meer en het Zwarte Water, een bedreiging vormde voor dit gebied. De dijk wordt door de rijksdienst voor het cultureel erfgoed gezien als een historische zeewering. In 1558 werd de dijk voor het eerst genoemd. De dijk is sinds 1975 erkend als een rijksmonument. De aangrenzende landeigenaren waren verantwoordelijk voor het onderhoud (het metselwerk) van de dijk, die daardoor een heel divers karakter kreeg. In 1982 werd de dijk gerestaureerd.